# Larp

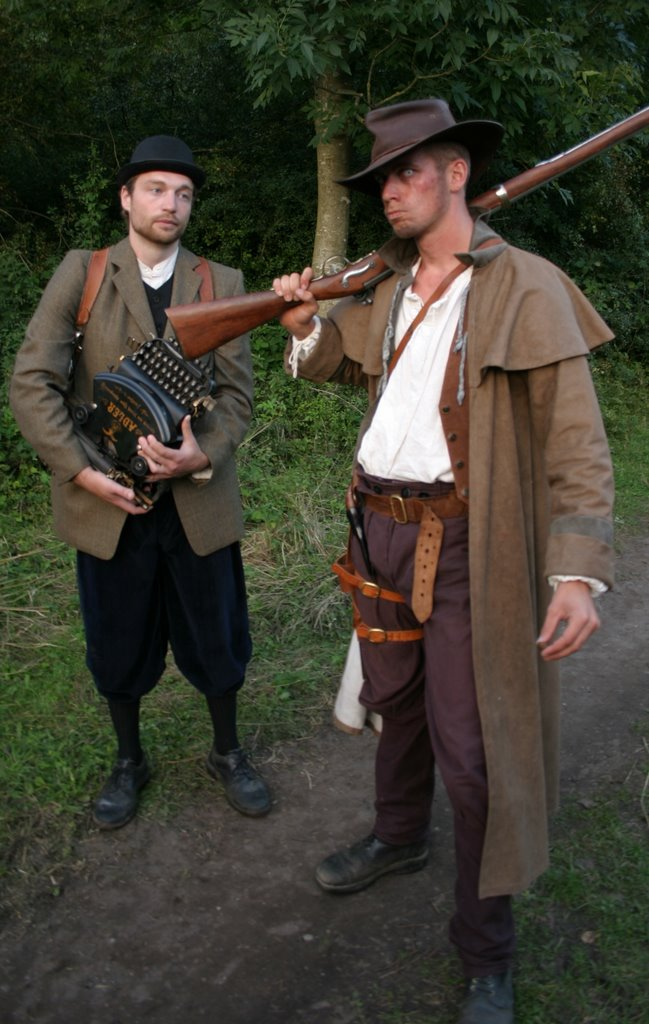
Účastníci larpu ztvárňující postavy.

Larp (z anglického Live Action Role Play, česky hraní rolí naživo) je druh rolové hry, ve které lidé hereckým způsobem ztvárňují činy svých postav. Účastníci většinou oblékají kostýmy, interagují mezi sebou a s okolním prostředím, přičemž usilují o splnění cílů své postavy ve fiktivním světě, vytvořeném ve světě skutečném.
Smyslem larpu je hlavně zábava a zážitek účastníků, obvykle nemá žádné publikum. Přesto jsou larpy obvykle fotogenické, především díky propracovaným kostýmům, výpravě a herním výkonům hráčů. Reflexe z her, ať už psané či ve formě fotogalerie či videa, jsou v komunitě oblíbené, neboť umocňují zážitek ze hry. Ty zpravidla pramení z prožití příběhu prostřednictvím postavy či kompetitivního fyzického boje. Všechny konflikty ve sdíleném fiktivním světě mohou být řešeny jako ve skutečnosti (reálně, diegeticky) nebo různými zástupnými mechanismy (pravidly).

## Terminologie
Larp je akronym z anglického spojení live action role playing. V současné době v České republice po vzoru Skandinávie převládá tendence užívat při psaní malá písmena a nahlížet na larp jako na zkratkové slovo, ačkoliv se lze setkat i s variantou psanou velkými písmeny (tzn. LARP) typickou především pro Velkou Británii a USA. Účastník larpu se nazývá larper nebo také hráč.

## Historie

### Svět
Larp byl nezávisle na sobě vynalezen několika skupinami v Severní Americe, Evropě a Austrálii. Tyto skupiny sdílely zálibu v některém z literárních žánrů nebo hraní rolí a touhu zkusit fyzicky zažít jejich svět. Předchůdci a možnými ovlivniteli larpu jsou Společnost pro kreativní anachronismus, táborové hry, kostýmové párty, simulace v roli, Commedia dell'arte, improvizační divadlo, psychodrama, vojenské simulace a historické rekonstrukce.
První zaznamenanou larpovou skupinou je Dagorhir, která byla založena v roce 1977 v USA a zaměřuje se na fantasy bitvy. Po uvedení filmu Logan's Run do kin v roce 1976 se staly první larpy založené na tomto snímku součástí amerických conů. V roce 1981 začala působit International Fantasy Games Society. IFGS byla pojmenována podle fiktivní skupiny z knihy Dream Park z roku 1981, která popisovala futuristické larpy. V roce 1982 byla na Harvard University založena Society for Interactive Literature, první zaznamenaná skupina tvořící dramatické larpy v USA a předchůdce Live Action Roleplayers Association.
Treasure Trap, který se odehrál v roce 1982 na hradě Peckforton, je považován za první larp ve Velké Británii a ovlivnil další následné britské larpy. První larp                        v Austrálii proběhl v roce 1983 a byl zasazen do science fiction světa. V roce 1993 vydalo nakladatelství White Wolf larp Mind's Eye Theatre, který se dodnes                       v mezinárodním měřítku používá a je pravděpodobně komerčně nejúspěšnějším vydaným larpem.
Larp je dnes populární aktivitou v Severní Americe, Evropě, Rusku a Australasii. Komerční společnosti pořádají velké larpy pro tisíce účastníků, jsou vydávány publikace a časopisy o larpu a existují specializované obchody prodávající kostýmy a výzbroj určené primárně pro bojové larpy.

### Česko
Český larp se začal vyvíjet během 90. let 20. století. Za první počátky lze ovšem považovat bitvy s příběhem, případně celovíkendové hry s příběhem, například tzv. detektivky v redukovaném skautingu 70. a 80. let. Dalším příkladem může být třetí setkání přátel SHŠ Herold na hradě Zubštejn v květnu 1987. Dochované fotografie potvrzují i dílčí dějové linie (questy).Vzhledem k oblíbenosti fantasy žánru prvních tvůrců larpů byl spojen s reedicí českého překladu děl J. R. R. Tolkiena v této době. První larpy byly prakticky jen živým ztvárněním tehdejších her na hrdiny a ze současného pohledu se jednalo o družinovky, ve kterých malé skupinky dobrodruhů procházely po určité trase a čelily nástrahám připraveným tvůrci a organizátory. Kromě izolovaných družinovek se kolem roku 1995 výrazně rozmohl formát bitev, které měly podobu čistě bojově zaměřeného larpu. Za účelem sjednocení pravidel na těchto bitvách vzniklo ASF Asociace Fantasy, o. s., které později své pole působnosti rozšířilo. Koncem století se začaly objevovat též tzv. světy. Prvním larpem tohoto druhu byla týdenní Fraška, konaná v roce 1997 na hradě Cimburk. Výraznější rozvoj různých stylů a žánrů přišel až po roce 2000, především díky nástupu internetu jako komunikačního prostředku.
Začátkem 21. století se rozšířil fenomén městských larpů, což byly většinou dlouhodobější larpy využívající městského prostředí. Po roce 2005 začala být česká larpová scéna ovlivněná skandinávským stylem larpu měnícím některé tehdejší české konvence a byl též sepsán Manifest M6, kterým jeho signatáři tyto nové myšlenky zastřešili. V roce 2006 se konal první ročník festivalu Larpvíkend, pořádaný občanským sdružením Court of Moravia, který ovlivnil larpovou scénu komorními larpy vymaňujícími se z žánrové svázanosti. Po vzoru severské konference Knutepunkt se od roku 2008 koná česká larpová konference Odraz. Nadace pro larp beta byla iniciativa vzniklá v roce 2010, která měla za úkol finančně podpořit vznik nových larpů. Nejrozšířenější skupinou larpů v roce 2013 byly komorní larpy, jejichž tvorbě se věnovalo několik desítek organizátorských skupin a které úspěšně překročily hranice komunity. Především pro svou relativní nenáročnost na přípravu a nízký vstupní práh ze strany nových hráčů.
Larpy s dosud největším rozpočtem u nás byly Projekt Systém a De la Bête[zdroj?] . Vynaložená částka je ovšem stále jen zlomkem nejvyšších larpových rozpočtů v severských zemích, které se někdy pohybují v řádu miliónů korun. Profesionalita a s tím související výše rozpočtů se však u larpů pro dospělé hráče zvyšuje každým rokem.
Jedním z nejvýraznějších rysů celkového vývoje komunity v ČR se spolu se současným vývojem komunikačních technologií (internet celkově, Facebook, různá diskuzní fóra, ...) staly určité štěpící otázky. Ty pak symbolizovaly určité rozdělení komunity na dva či více názorových táborů a dlouhodobý „boj“ o další směřování v dané otázce. Dříve to byl především přístup k (ne)bezpečnosti zbraní, později vývoj zásahových ploch a samotných bojových pravidel, v roce 2011 převažoval spor o financování a obecný přístup k akcím. Aktuálními tématy (2013) jsou profesionalizace larpu a trvalá udržitelnost akcí pořádaných pro nekomunitní veřejnost.

## Smysl
Většina larpů je vytvořena pro zábavu. Přitažlivé aspekty mohou zahrnovat společnou tvorbu příběhu, pocit ponoření se do fiktivního světa, překonávání překážek ve snaze dosáhnout cílů postavy a interakci. Larpy také mohou obsahovat další herní prvky jako náročné hádanky a aspekty podobné sportu jako například boj simulovanými zbraněmi.
Přestože jsou larpy primárně určeny jejich hráčům a nikoli publiku, díky propracovaným kostýmům a hereckým výkonům poskytují možnost pořízení fotografií, zvukových nahrávek či audiovizuálních děl. Reportáže a recenze jsou poměrně oblíbené, neboť umožňují konfrontovat zážitek z larpu se zážitkem jiného hráče, případně se o larpu více dozvědět i bez účasti na něm.
Některé larpy posunují svou dramatickou interakci do pozice umění; avantgardní či arthausové larpy se vyznačují obzvlášť experimentálními přístupy a aspirací na umělecká díla, v některých případech jsou pořádány v kontextu dalších děl na festivalech či v muzeích. Témata avantgardních larpů obvykle zahrnují politiku, kulturu, náboženství, sexualitu a podmínku lidství. Tyto larpy jsou běžné v severských zemích, ale vyskytují se i jinde.
Kromě zábavního a uměleckého účelu mohou být larpy navrženy k vzdělávacím nebo politickým účelům. Například dánská střední škola Østerskov Efterskole používá larp k výuce většiny svých předmětů. Jazyky mohou být vyučovány uvržením studentů do scénáře, ve kterém jsou nuceni improvizovat psané či mluvené slovo v jazyce, který se učí. Larpy s politickými tématy mohou mít v úmyslu probudit nebo tvarovat kulturní politické myšlení. V posledních letech (2013) se situace změnila i  v ČR, vzniklo několik vzdělávacích projektů pro univerzity, které pracují s larpem jako nástrojem pro vzdělávání, a na poli andragogiky ve firemním sektoru zrealizovali organizátoři z Court of Moravia několik desítek tréninkových manažerských programů.

## Styly
Spektrum larpů, které se v Česku i ve světě konají, je široké a navzájem mohou být jednotlivé larpy v mnoha ohledech velmi rozdílné. Mohou se lišit svým námětem, žánrem, počtem účastníků, délkou trvání, pravidly či prostředím. V současnosti neexistuje obecně uznávaná taxonomie larpů.

## Realita versus fikce
Účastníkovy činy v reálném světě reprezentují činy postavy v prostředí imaginárním. K přemostění rozdílů mezi realitou a fikcí se často používají zástupná pravidla, fyzická symbolika a divadelní improvizace. Nehybný člověk na zemi tedy může snadno představovat mrtvolu, rudá skvrna na jeho košili krev.
V larpech, které jsou přímo zaměřeny na boj, je nejčastěji užívána fyzická reprezentace střetů. Symbolická reprezentace naopak u těch, v nichž je na boj kladen menší nebo žádný důraz a zaměřují se na jiné aspekty fiktivních příběhů. Soubojový systém zpravidla naznačuje celkovou filozofii skrývající se za daným larpem, proto je často považován za významné kritérium při rozlišování mezi jednotlivými styly larpu.

## Žánr
Larpy mohou nabývat libovolného vlastního žánru, ale většina z nich používá zasazení odvozená z již etablované žánrové literatury. Některé larpy si své prostředí přímo půjčují z existujících děl, jiné využívají prostředí navržené přímo pro daný larp či prostředí reálného světa. Larpy, ve kterém účastníci ztvárňují příběh z prakticky libovolného žánru populární kultury (detektivka, romantická komedie, drama), se začínají stávat spíš standardem než výjimkou. Vzhledem k průběhu zrodu larpu je však stále většina larpů zasazována do fantastických žánrů (tzn. fantasy, science fiction, horor).

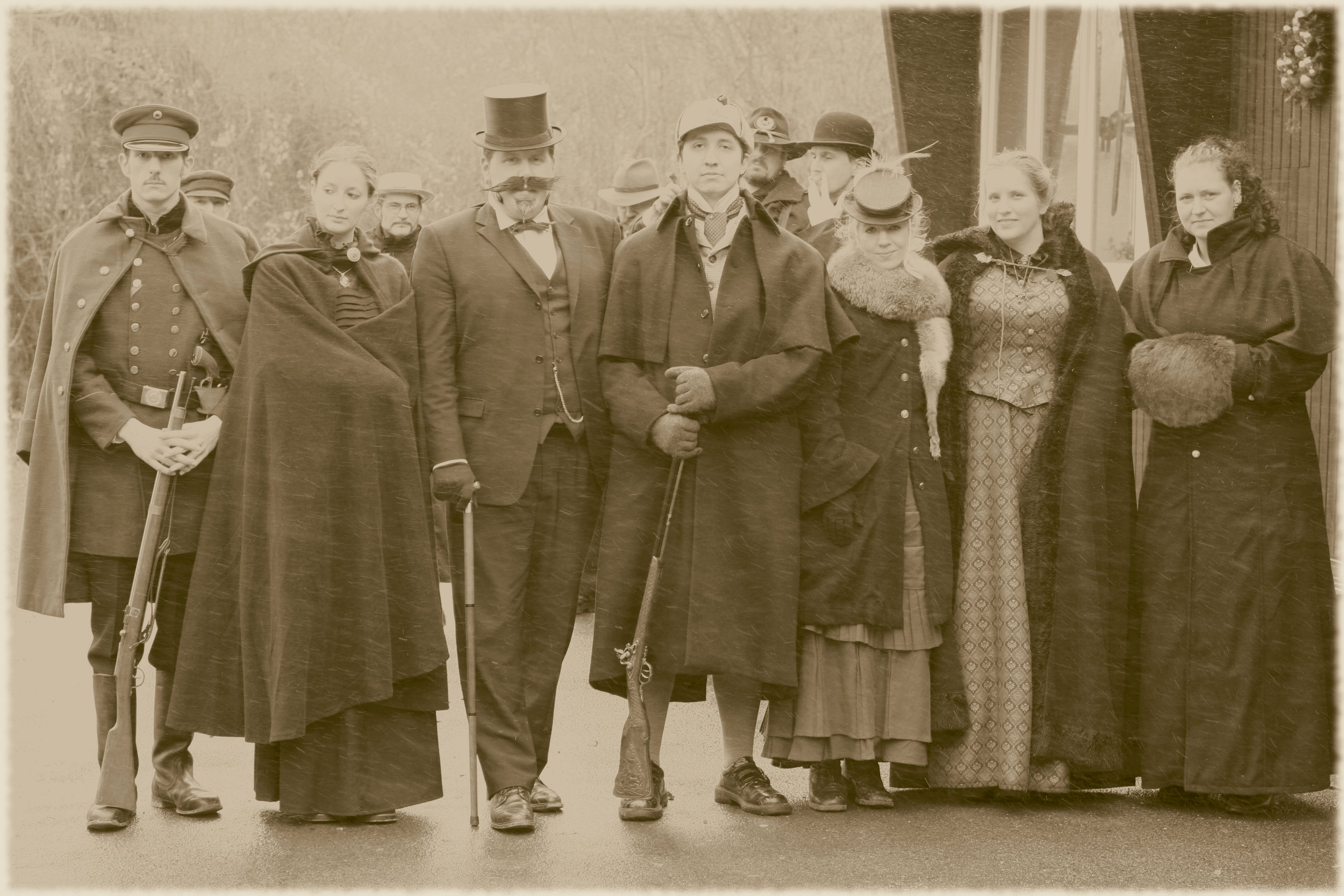
Larp zasazený do viktoriánského období.

Fantasy je celosvětově jedním z nejobvyklejších larpových žánrů a také žánrem, který je využíván v největších larpech. Fantasy larpy jsou zasazeny do pseudohistorického světa inspirovaného fantasy literaturou a fantasy hrami na hrdiny. Tyto světy obvykle obsahují magii a omezenou technologii. Většina fantasy larpů se zaměřuje na střet mezi několika stranami nebo dobrodružné výpravy.
Science fiction larpy se odehrávají ve futuristickém světě s vyspělou technologií a někdy také mimozemským životem. Do tohoto žánru spadá široký okruh larpů včetně politických larpů zobrazujících antiutopické či utopické společnosti a světy inspirované kyberpunkem, space operou a postapokalyptickou sci-fi.
Hororové larpy jsou inspirovány horory. Populárními sub-žánry jsou zombie apokalypsa a mýtus Cthulhu. Svět temnoty, vydaný nakladatelstvím White Wolf, je široce užívaný gothic-punkový hororový svět, ve kterém účastníci obvykle představují supernaturální stvoření z uzavřené společnosti.

## Kulturní význam
V rozvinutých zemích se larpová kultura stává mainstreamem. Larp někdy bývá omylem zaměňován s jinými rolovými, rekonstrukčními, kostýmovými nebo dramatickými aktivitami.
Larp je v západní kultuře vnímán jako součást ústupu od tradičního diváckého umění k participačnímu umění. Účastníci larpu se vzdávají role pasivního pozorovatele a přijímají roli, která je odlišná od jejich každodenního života a zvyklostí. Organizátoři a všichni účastníci jsou díky tomuto zapojení někdy bráni jako spoluautoři larpu. Tento společný proces tvorby sdílených fiktivních světů může být asociován s rozšířením kultury „geek“ v rozvinutých společnostech, která je spojena s prodlužováním doby vzdělání, rozvojem moderních technologií a stále vyšším množstvím volného času. V porovnání s mainstreamovým videoherním průmyslem, který je vysoce komercializovaný a převážně zaměřen na „hardcore hráče“ ve smyslu adolescentních mužů, je larp méně komodifikován a ženy se v něm mnohem častěji objevují jako autorky a účastnice.
V severských zemích larp dosáhl vysokého stupně popularity a je známý mezi většinovou veřejností. V tamních mainstreamových médiích je často ukazován v pozitivním světle a média zdůrazňují jeho kreativní aspekty.
Larp je předmětem akademického výzkumu a teorie. Na výzkumu se z velké části podílejí samotní účastníci, obzvlášť významné jsou v tomto směru publikace ze severské konference Knutepunkt. V nedávné době se taktéž larpem začala zabývat širší akademická komunita, jednak za účelem jeho porovnání s ostatními médii a ostatními interaktivními hrami, jednak za účelem jeho vymezení. Protože larp zahrnuje kontrolované umělé prostředí, ve kterém lidé interagují, je někdy používán jako výzkumný nástroj k testování teorií v sociálních disciplínách jako ekonomie nebo právo. Larp byl kupříkladu použit ve výzkumu aplikace teorie her na vývoj trestního práva.
Spekuluje se o tom, že larp se jednoho dne vyvine v obrovské odvětví průmyslu založené na principu geolokačních her za použití všudypřítomné výpočetní techniky.